# 嘉諾撒小學（新蒲崗）
嘉諾撒小學（新蒲崗）（英語：Canossa Primary School (San Po Kong)）位於香港九龍新蒲崗采頤里九號，是一家著名津貼男女小學，校風純樸，是一間傳統名校，於區內深得家長的信任，並設立家長教師會，由一群學生家長校長全權打點。學校原為嘉諾撒小學上午校，後於2003年底遷往新蒲崗的新校舍，並開始改為全日制授課。現有校舍為香港首所採用「四合院式設計」的建築。
學校是由嘉諾撒仁愛女修會於1968年創辦，校訓為「仁愛、正義、謙誠」。

## 校政管理
歷任校監
- 黃佩玲 修女[2]
- 2007年至2009年：梁綺雲 女士
- 袁慧貞 女士

歷任校長
- ？至2007年：梁綺雲 女士[2]
- 陳昌信 先生

## 辦學宗旨
嘉諾撒教育團體，以十字架上基督為典範，以會祖瑪大肋納、嘉諾撒的心靈陶育為依歸，實踐全人教育。培育學生熱愛生命、積極學習、關懷弱小及服務社群。

## 校友會
嘉諾撒小學（新蒲崗）於2006年成立校友會，名為嘉諾撒小學（新蒲崗）校友會，現由校方和校友共同管理校友會。值得一提的是，校友會在Facebook設有群組，以方便聯繫校友。

## 外部連結
- 嘉諾撒小學(新蒲崗)網址（页面存档备份，存于）
- 嘉諾撒小學（新蒲崗）校友會網址（页面存档备份，存于）
- 嘉諾撒小學（新蒲崗）校友會Facebook群組 （页面存档备份，存于）